# Фезервуд
«Фезервуд» (англ. Featherwood) — будущий американский криминальный триллер со Скарлетт Йоханссон в главной роли. Режиссёром стала Андреа Арнольд, сценарий напишет Нед Бенсон. Фильм будет снят по мотивам статьи в газете The Dallas Morning News о группировке «Арийское братство Техаса».

## Сюжет
Фильм расскажет о Кэрол Блевинс, наркоманке и одной из важнейших информаторов ФБР во время расследования дела о неонацистской преступной группировке «Арийское братство Техаса». На протяжении шести лет Кэрол состояла в «Арийском братстве» под прикрытием, где была «Арийской принцессой Фезервуда» (англ. Aryan Princess featherwood), сумев отправить в тюрьму 13 членов группировки. В результате данной миссии героиня получает физические и психические травмы, а также подвергается угрозам расправы со стороны банды.

## В ролях
- Скарлетт Йоханссон — Кэрол Блевинс

## Создание
«Фезервуд» был анонсирован в феврале 2024 года. Режиссуру возглавила Андреа Арнольд, а главную роль получила Скарлетт Йоханссон. Продюсерами стали Йоханссон, Джонатан Лиа и Кинан Флинн, сценаристом — Нед Бенсон. Сюжет картины будет основан на статье Скотта Фарвелла о группировке «Арийское братство Техаса» (англ. Aryan Brotherhood Of Texas), опубликованной в 2017 году в газете The Dallas Morning News.
После анонса ленты ей были пророчены кинонаграды.